# جوز صغير الثمار
جوز صغير الثمار (الاسم العلمي:Juglans microcarpa) هو نوع من النباتات يتبع جنس الجوز من الفصيلة الجوزية.